# Omegagambiet
Het omegagambiet is in de opening van een schaakpartij een variant in het Indisch. Het gambiet begint met de zetten
1.d4 Pf6 (het Indisch)
2.e4 Pxe4 (het omegagambiet, aangenomen)
De stelling kan ook ontstaan vanuit de Aljechinverdediging:
1.e4 Pf6 (de Aljechinverdediging)
2.d4 Pxe4 (het omegagambiet, aangenomen)